# American Horror Story: Cult
American Horror Story: Cult ist die siebte Staffel der US-amerikanischen Horror-Fernsehserie American Horror Story, die auf einer Idee von Ryan Murphy und Brad Falchuk basiert. Die Erstausstrahlung erfolgte zwischen dem 5. September und dem 14. November 2017 auf FX. Die deutschsprachige Erstausstrahlung lief vom 9. November 2017 bis zum 18. Januar 2018 auf FOX.
Wiederkehrende Darsteller sind Sarah Paulson, Evan Peters, Cheyenne Jackson, Adina Porter, Frances Conroy, Emma Roberts, Mare Winningham, Jamie Brewer und John Carroll Lynch.
Sie beschäftigte sich anfangs mit der Präsidentschaftswahl 2016 – wobei Donald Trump und auch Hillary Clinton nur in Form von Fernsehbildern zu sehen waren – während im weiteren Verlauf ein Kult aus normalen Bürgern im Fokus stand, welcher in der Bevölkerung mit seinen grausigen Taten für Angst und Schrecken sorgte. An Cult wirkten nur fünf Schauspieler als Hauptdarsteller mit (Paulson, Peters, Jackson, Lourd und Pill), weniger als in anderen Staffeln. Ferner ist Cult die erste Staffel der Serie, welche gänzlich ohne übernatürliche Elemente auskommt. Die Handlung trägt sich Ende 2016, 2017 und Anfang 2018 in der fiktiven Kleinstadt Brookfield Heights in Michigan zu. Darüber hinaus wird auch in Form von Rückblenden auf zurückliegende Ereignisse, sowohl in Brookfield Heights als auch in anderen Teilen der Vereinigten Staaten, Bezug genommen. So spielt unter anderem ein Teil der letzten Episode im Staatsgefängnis von Michigan in Jackson.

## Besetzung
- Der Schauspieler war in dieser Rolle als Hauptdarsteller vertreten.
- Der Schauspieler war in dieser Rolle als Nebendarsteller vertreten.
- Der Schauspieler war in dieser Rolle als Gaststar vertreten.
- Der Schauspieler war in dieser Rolle nicht in der Episode vertreten.

| Schauspieler          | Rolle                               | Folgen | Folgen | Folgen | Folgen | Folgen | Folgen | Folgen | Folgen | Folgen | Folgen | Folgen | Synchronsprecher     |
| Schauspieler          | Rolle                               | 1      | 2      | 3      | 4      | 5      | 6      | 7      | 8      | 9      | 10     | 11     | Synchronsprecher     |
| --------------------- | ----------------------------------- | ------ | ------ | ------ | ------ | ------ | ------ | ------ | ------ | ------ | ------ | ------ | -------------------- |
| Sarah Paulson         | Allyson „Ally“ Mayfair-Richards     |        |        |        |        |        |        |        |        |        |        |        | Ulrike Stürzbecher   |
| Sarah Paulson         | Susan Atkins                        |        |        |        |        |        |        |        |        |        |        |        | Ulrike Stürzbecher   |
| Evan Peters           | Kai Anderson                        |        |        |        |        |        |        |        |        |        |        |        | Jan Rohrbach         |
| Evan Peters           | Andy Warhol                         |        |        |        |        |        |        |        |        |        |        |        | Jan Rohrbach         |
| Evan Peters           | Marshall Applewhite                 |        |        |        |        |        |        |        |        |        |        |        | Jan Rohrbach         |
| Evan Peters           | David Koresh                        |        |        |        |        |        |        |        |        |        |        |        | Jan Rohrbach         |
| Evan Peters           | Jim Jones                           |        |        |        |        |        |        |        |        |        |        |        | Jan Rohrbach         |
| Evan Peters           | Jesus                               |        |        |        |        |        |        |        |        |        |        |        | Jan Rohrbach         |
| Evan Peters           | Charles Manson                      |        |        |        |        |        |        |        |        |        |        |        | Jan Rohrbach         |
| Billie Lourd          | Winter Anderson                     |        |        |        |        |        |        |        |        |        |        |        | Lara Trautmann       |
| Billie Lourd          | Linda Kasabian                      |        |        |        |        |        |        |        |        |        |        |        | Lara Trautmann       |
| Cheyenne Jackson      | Dr. Rudy Vincent / Vincent Anderson |        |        |        |        |        |        |        |        |        |        |        | Jaron Löwenberg      |
| Alison Pill           | Ivy Mayfair-Richards                |        |        |        |        |        |        |        |        |        |        |        | Manja Doering        |
| Colton Haynes         | Det. Jack Samuels                   |        |        |        |        |        |        |        |        |        |        |        | Florian Clyde        |
| Cooper Dodson         | Ozymandias „Oz“ Mayfair-Richards    |        |        |        |        |        |        |        |        |        |        |        | Jaron Müller         |
| John Carroll Lynch    | Twisty, the Clown                   |        |        |        |        |        |        |        |        |        |        |        | Werner Böhnke        |
| Chaz Bono             | Gary Longstreet                     |        |        |        |        |        |        |        |        |        |        |        | Tino Kießling        |
| Adina Porter          | Beverly Hope                        |        |        |        |        |        |        |        |        |        |        |        | Katrin Zimmermann    |
| Leslie Grossman       | Meadow Wilton                       |        |        |        |        |        |        |        |        |        |        |        | Bianca Krahl         |
| Leslie Grossman       | Patricia „Katie“ Krenwinkel         |        |        |        |        |        |        |        |        |        |        |        | Bianca Krahl         |
| Billy Eichner         | Harrison Wilton                     |        |        |        |        |        |        |        |        |        |        |        | Florian Hoffmann     |
| Billy Eichner         | Charles „Tex“ Watson                |        |        |        |        |        |        |        |        |        |        |        | Florian Hoffmann     |
| Dermot Mulroney       | Bob Thompson                        |        |        |        |        |        |        |        |        |        |        |        | Charles Rettinghaus  |
| Emma Roberts          | Serena Belinda                      |        |        |        |        |        |        |        |        |        |        |        | Gabrielle Pietermann |
| Mare Winningham       | Sally Keffler                       |        |        |        |        |        |        |        |        |        |        |        |                      |
| Frances Conroy        | Bebe Babbitt                        |        |        |        |        |        |        |        |        |        |        |        | Katharina Lopinski   |
| Lena Dunham           | Valerie Solanas                     |        |        |        |        |        |        |        |        |        |        |        |                      |
| Jamie Brewer          | Hedda                               |        |        |        |        |        |        |        |        |        |        |        |                      |
| Dennis Cockrum        | Sen. Herbert Jackson                |        |        |        |        |        |        |        |        |        |        |        |                      |
| Cameron Cowperthwaite | Speed Wagon                         |        |        |        |        |        |        |        |        |        |        |        |                      |

## Episoden
Die Erstausstrahlung der siebten Staffel (American Horror Story: Cult) war vom 5. September bis zum 14. November 2017 auf dem US-amerikanischen Kabelsender FX zu sehen. Die deutschsprachige Erstausstrahlung sendete der deutsche Pay-TV-Sender FOX vom 9. November 2017 bis zum 18. Januar 2018.
| Nr. (ges.) | Nr. (St.) | Deutscher Titel                                    | Originaltitel                               | Erstausstrahlung USA | Deutschsprachige Erstausstrahlung (D) | Regie                   | Drehbuch                   | Zuschauer (USA) |
| --- | --------- | -------------------------------------------------- | ------------------------------------------- | -------------------- | ------------------------------------- | ----------------------- | -------------------------- | --------------- |
| 74 | 1         | Wahlabend                                          | Election Night                              | 5. Sep. 2017         | 9. Nov. 2017                          | Bradley Buecker         | Ryan Murphy & Brad Falchuk | 3,93 Mio.       |
| Das Ehepaar Ally und Ivy Mayfair-Richards sieht sich zusammen mit Sohn Oz und dem Nachbarspaar Chang mit Erschrecken die Ergebnisse der Präsidentschaftswahl 2016 an. Donald Trumps Wahlsieg führt zu einem Nervenzusammenbruch Allys, wohingegen Kai Anderson den Sieg feiert, jedoch nicht, weil er ein Anhänger Trumps wäre, sondern weil er das Chaos, das bei einem derartigen Wahlausgang vorhergesagt wurde, herbeisehnt. Seine Schwester Winter, ebenfalls Anhängerin Hillary Clintons, muss daraufhin die Neckereien ihres Bruders ertragen. Auch das homosexuelle Paar Mayfair-Richards befürchtet nachfolgend homophobe Anfeindungen. Im Folgenden sieht man ein junges Paar, das auf einer Wiese gerade beim Vorspiel ist, als plötzlich der aus Staffel 4 (Freak Show) bekannte Clown Twisty auftaucht und den beiden einen Strauß Plastikblumen präsentiert. Die beiden wissen, um wen es sich handelt und der Mann zieht sofort eine Pistole und schießt mehrmals auf den Clown, was diesem jedoch nichts anhaben kann. Wenig später wird er von einer Keule aus Twistys Sack niedergeschlagen und bekommt die Kehle mit einem Messer aufgeschlitzt. Seine Partnerin rennt panisch davon und wird von Twisty gejagt. Schließlich entdeckt sie dieser in einer Ecke seines Buswracks und tötet sie ebenfalls. Schnitt. Die Geschehnisse stellen sich als Handlung eines Comic heraus, das der kleine Oz gerade liest. Ally, welche ihm eine gute Nacht wünschen will, sieht den Clown auf dem Cover und aufgrund ihrer Phobie erleidet sie eine Panikattacke. Dies thematisiert sie am nächsten Tag bei einem Besuch bei ihrem Therapeuten Dr. Vincent. Dieser verschreibt ihr ein angstlösendes Mittel für ihre Phobien gegen Clowns, enge Räume, Blut und Ansammlungen von Punkten auf engem Raum. Kai spricht währenddessen auf einer Versammlung des Stadtrats, welcher Mr. Chang vorsitzt, und die den Schutz des jüdischen Gemeindezentrums zum Gegenstand hat. Er führt aus, dass das, was die Menschen am meisten lieben, Angst wäre. Mithilfe dieser ließen sie sich kontrollieren und würden sich selbst um kostbare Lebenszeit und Freiheit bringen. Ergo müsse man das Chaos regieren lassen und beispielsweise diejenigen, die das Gemeindezentrum in die Luft sprengen möchten, gewähren lassen. Sein Gesuch wird jedoch einstimmig abgelehnt und mit dem Verweis darauf, dass es nichts Gefährlicheres gäbe als einen gekränkten Mann, zieht er von dannen. Später am Abend sieht man Kai im Schein einer Straßenlaterne, wie er La cucaracha singend in ein Kondom uriniert und damit eine Gruppe lateinamerikanischer Arbeiter bewirft, welche ihn anschließend verprügeln. Der Vorfall wird von einer unbekannten Person auf Video festgehalten. Ally möchte währenddessen noch etwas einkaufen, wobei sich außer dem Kassierer Gary niemand sonst im Laden befindet. Als sich die Halluzinationen von Clowns, die in der Obstabteilung Sex haben und sie auslachen oder sie mit Messern bedrohen, häufen, wirft Ally mit Weinflaschen um sich und stürmt panisch aus dem Geschäft. Im Auto angekommen, ruft sie ihre Frau an und bittet sie unter Tränen, die Polizei zu rufen. Plötzlich scheint ein weiterer Clown auf ihrem Rücksitz zu sitzen, vor lauter Schreck setzt Ally ihren Wagen gegen eine Laterne. Bei ihren Untersuchungen finden die Polizisten letztendlich nichts, was auf eine Anwesenheit der Clowns schließen ließe. Da das guatemaltekische Kindermädchen des Paars urplötzlich verschwunden ist, heuern Ally und Ivy Kais Schwester Winter als neue Nanny an. Während sie sich eine Auszeit gönnen und ein romantisches Abendessen in ihrem Restaurant genießen wollen, erblickt Winter Oz' Zeichnungen des Mörderclowns und zeigt ihm daraufhin auf ihrem Laptop „echte Leichen“, um ihn für die Realität abzuhärten. Scheinbar davon beeinflusst, sieht Oz dann vor dem Haus der Changs eine Gruppe Clowns mit Waffen aus einem Eiswagen steigen. Als ihm Winter am Haus angekommen hilft, durch ein Fenster zu schauen, sieht der Junge die Clowns, die gerade dabei sind, das Ehepaar Chang zu ermorden. Dies erzählt er seinen Müttern, die ihr Essen wegen einer erneuten Angstattacke Allys früher beendet hatten, während Winter die rege Phantasie des Jungen dafür verantwortlich macht. Der leitende Ermittler, Detective Jack Samuels, spricht von einem Mord mit anschließendem Suizid ohne Fremdeinwirkung. In der letzten Einstellung sieht man Ally, die sich im Bett umdreht und statt ihrer Frau einen hämisch grinsenden Clown erblickt, gefolgt von einem lauten Schrei. |           |                                                    |                                             |                      |                                       |                         |                            |                 |
| 75 | 2         | Hab keine Angst vor der Dunkelheit                 | Don’t Be Afraid of the Dark                 | 12. Sep. 2017        | 16. Nov. 2017                         | Liza Johnson            | Tim Minear                 | 2,38 Mio.       |
| Abermals kann Ivy nichts und niemanden entdecken und leidet zunehmend unter den Wahnvorstellungen ihrer Frau. Auch Oz scheint die Situation mitzunehmen, in einem Alptraum jagen ihn Twisty und ein anderer Clown und drohen, ihn zu töten. Das Ehepaar Harrison und Meadow Wilton entpuppt sich als Urheber des Videos, welches die Attacke auf Kai zeigt und das, von Reporterin Beverly Hope kommentiert, dem lokalen Fernsehsender exklusiv zugespielt worden war. Im Anschluss tritt der bereits wieder aus dem Krankenhaus entlassene Kai vor die Kameras und erklärt, dass er genau gegen das, was ihm geschah, angehen möchte. Er gibt seinen Entschluss bekannt, sich um den durch den Tod von Mr. Chang vakant gewordenen Sitz im Stadtrat zu bewerben. Im Restaurant The Butchery on Main geraten Küchenchef Roger und der Latino Pedro Morales aneinander, da Roger sich dagegen ausspricht, dass in der Küche Spanisch gesprochen wird und besonders mit Pedro ein Problem zu haben scheint. Pedro richtet ein Messer gegen Roger, während sich dieser mit einer Schöpfkelle wappnet, doch der Streit wird von Ally geschlichtet. Winter und Oz kommen sich indes näher, als Winter dem Jungen offenbart, dass ihre Aussage gegenüber seinen Müttern und der Polizei bezüglich der Vorfälle im Hause Chang Teil eines manipulativen Plans sind. Im Rahmen eines Rituals namens pinky swear, welches sie auch mit ihrem Bruder regelmäßig zelebriert, gehen die junge Frau und Oz eine Verbindung ein und Winter will zum Zwecke der Stärkung beider all die Ängste des Jungen kennenlernen. Anschließend lernt die kleine Familie dann Harrison und Meadow kennen, die frisch in das Haus der Changs eingezogen sind. Harrison stellt sich als schwuler Fitnesstrainer und Hobby-Imker vor, seine Frau verlor wegen einer Hautkrebserkrankung ihren Job in der Pharmabranche. Die großen Nicole Kidman-Fans hatten sich bereits auf der Highschool geschworen, zu heiraten, sollten sie mit 35 noch ledig sein. Am Abend des Tages fährt Ally ins Restaurant, nachdem Ivy per SMS über die Auslösung der Alarmanlage informiert worden war. Vor Ort lassen sich keine Einbruchspuren feststellen, jedoch findet Ally den sterbenden Roger im Kühlraum an einem Fleischerhaken auf. Die Ereignisse veranlassen sie schließlich dazu, die Fenster und Türen ihres Hauses zusätzlich sichern zu lassen und von Nachbar Harrison eine Pistole zu leihen. Weder Dr. Vincent noch Ivy zeigen sich sonderlich begeistert, der Therapeut schließt aber auf Maßnahmen zur Kontrollrückgewinnung, während er Allys Frau nichts von der Waffe erzählt. Ally erhält Besuch von Kai, der ihr von seinen Plänen erzählt und sie als Unterstützerin im Kampf gegen illegale und gewalttätige Migranten gewinnen möchte. Ihre Beteuerungen, dass sie persönlichen Kontakt mit Menschen bevorzuge und lieber Brücken zu ihnen baue, entlarvt Kai mit dem Verweis auf ihr neu gesichertes Haus und die Drohung, ihn durch die Polizei vom Grundstück verweisen zu lassen. Während Ivy im Restaurant Pedro als potenziellem Mörder Rogers ihre Unterstützung zusichert, lässt Winter Ally ein heißes Bad ein und hilft ihr mit sanften Bewegungen eines Schwamms, ihre Anspannung zu lösen. Als sich die beiden physisch näher kommen, erleidet die komplette Stadt einen Stromausfall. Harrison stattet seine Nachbarn an der Haustür mit Kerzen aus, beschwört sie, im Haus zu bleiben und vermutet Russland oder Nordkorea hinter einer gezielten Attacke. Winter verlässt die völlig aufgelöste Ally, welche am Sicherungskasten durchgeschnittene Drähte entdeckt und abermals von einem Clown heimgesucht wird, der ihre Kerze ausbläst. Verängstigt will sie mit Oz aus dem Haus fliehen und greift sich die Pistole. Die letzte Einstellung zeigt eine Person an der Hintertür des Hauses, welche, von einem Schuss aus Allys Pistole getroffen, zu Boden fällt. Sie entpuppt sich als Pedro, den Ivy losgeschickt hatte, um Ally ein paar Dinge aus dem Restaurant vorbeizubringen |           |                                                    |                                             |                      |                                       |                         |                            |                 |
| 76 | 3         | Unsere höllischen Nachbarn                         | Neighbors from Hell                         | 19. Sep. 2017        | 23. Nov. 2017                         | Gwyneth Horder-Payton   | James Wong                 | 2,25 Mio.       |
| Ein junges Paar kommt nach Hause, es hat die abschließende Sitzung bei Dr. Vincent hinter sich, die Frau ihre Ängste überwunden. Als es sich beide mit einer Flasche Wein gemütlich machen wollen, werden sie von der bereits bekannten Clowns-Bande attackiert und in zwei Särge verfrachtet, deren Deckel anschließend zugeschraubt werden. Detective Samuels beruhigt Ally, dass ihr tödlicher Schuss auf Pedro aus der Notwehr heraus geschah, um sich und ihren Sohn zu schützen. Als das Ehepaar Mayfair-Richards jedoch an seinem Restaurant ankommt, steht dort eine Gruppe Demonstranten, die das ganz anders sieht und Ally als feige und rassistische Mörderin beschimpft. Reporterin Beverly Hope geht sogar so weit, sie mit dem Nachbarschaftswächter George Zimmerman zu vergleichen, welcher im Jahr 2012 einen schwarzen Schüler in Notwehr erschoss, was zu ähnlichen Protesten führte. Als Ally allein wieder nach Hause fahren will, taucht auf einmal Kai an ihrem Autofenster auf und spricht ihr seine Unterstützung gegen die Demonstranten aus und versichert ihr, das Richtige getan zu haben. Daheim angekommen, stehen Harrison und Meadow vor der Tür, bekleidet mit Sombreros, welche Ally ebenfalls aufs Übelste beschimpfen. Unterdessen wird in den Medien über das lebendig bestattete Paar gesprochen, welches tot geborgen wurde; am Tatort prangt das Graffito der Clownsbande. Am Abend erblicken Ally und Ivy einen seltsamen Truck, der durch das Wohngebiet fährt und ein undefinierbares grünes Gas ausströmt. Als Ergebnis daraus finden sie am nächsten Morgen eine Reihe toter Vögel auf ihrem Rasen vor. Ivy holt die in der Nacht des Stromausfalls geflohene Winter zurück und ihr wird versichert, sie würde ihren Job nicht verlieren. Ein mittlerweile nackter Mann, den Winter, im Glauben, er wäre ihr Nachfolger, ins Haus gelassen hatte, steht plötzlich im Wohnzimmer und fängt an sich selbst zu befriedigen. Er gibt an, auf eine Anzeige hin, welche strikt weiße Männer fordert, die von zwei Lesben befriedigt werden würden, hier zu sein; Ally vermutet dahinter die Wiltons. Ein Unbekannter schenkt Oz ein Meerschweinchen, welches er aber nicht behalten soll, wieder steht das Nachbarspaar in Verdacht. Als Ally die Wiltons, welche gerade zusammen mit Detective Samuels fernsehen, per Telefon zur Rede stellen will, taucht der Chemikalientruck ein zweites Mal auf. Ally will diesen aufhalten und stürzt bei dem Versuch, dem einfach weiterfahrenden LKW auszuweichen. Meadow begibt sich zu Kai und bei einem pinky swear erzählt sie ihm, dass ihre größten Ängste darin bestehen, für immer kinderlos zu sein, ihren Mann an Samuels, der sich offenbar zu Männern hingezogen fühlt, zu verlieren und nie mehr von einem sie begehrenden Mann berührt zu werden. Die Familie Mayfair-Richards isst in Frieden und Freude in ihrem Restaurant zu Abend und es wird beschlossen, dass das Meerschwein doch bleiben darf. Sie wird jedoch ganz schnell auf den Boden der Tatsachen zurückgeholt, als sie an ihrer Haustür den aufgesprühten Smilie der Clown-Gang erblicken. Im Haus erleidet die Familie einen weiteren Schock, als sie sieht, wie die Mikrowelle piept und Oz' Meerschwein darin explodiert. Wutentbrannt stürmt die von den letzten Tagen völlig aufgewühlte Ally zum Haus der Wiltons, findet diese im Garten vor, attackiert Harrison mit einem Faustschlag und droht ihm und seiner Frau mit dem Tod, würden sie ihre Familie noch weiter terrorisieren. Auf dem Weg zurück entdeckt Oz an der Garage der Wiltons das Clowns-Symbol. Am gleichen Abend erscheint der mysteriöse Truck ein drittes Mal, diesmal steigt ein Mann mit Gasmaske aus und beginnt, den Rasen vor Allys und Ivys Haus mit dem grünen Gas zu behandeln. Beim Versuch, dem Mann die Maske zu entreißen, verliert Ally durch den Kontakt mit dem Gas das Bewusstsein. Harrison besucht ebenfalls Kai und beichtet ihm, dass er insgeheim hoffe, dass Meadow, die er zwar liebt, mit der er aber trotzdem nicht bis ans Ende seines Lebens zusammen bleiben möchte, stirbt. Als Ally und Ivy mit Detective Samuels über die Verbindung zwischen all den seltsamen Vorkommnissen sprechen wollen, hören sie Oz in seinem Zimmer fluchen und gehen nachsehen. Der Junge gibt unter Protest seinen verdeckten Laptop frei, auf dem ein Video zu sehen ist, welches Ally und Winter im Bad des Hauses zeigt, wo die Haushälterin gerade ihre Arbeitgeberin mit den Fingern unter Wasser befriedigt. Ivy quittiert dies mit einer schallenden Ohrfeige und will mit Oz das Haus verlassen. Draußen jedoch erblicken sie einen nackten, blutverschmierten Harrison, der wie von Sinnen mit zwei Polizeibeamten streitet und behauptet, er hätte geschlafen und nichts mit dem Verschwinden seiner Frau zu tun. Im Haus entdeckt Oz, wie könnte es anders sein, das Clownssymbol. |           |                                                    |                                             |                      |                                       |                         |                            |                 |
| 77 | 4         | 9. November                                        | 11/9                                        | 26. Sep. 2017        | 30. Nov. 2017                         | Gwyneth Horder-Payton   | John J. Gray               | 2,13 Mio.       |
| Zeitsprung. Am Abend der Wahl berichtet Beverly Hope live vom Wahllokal der Stadt. Ivy, Ally, Meadow, Harrison und viele andere Bürger machen ihr Kreuz. Da taucht Kai mit einem stark blutenden Gary auf und dieser verlangt, sein Wahlrecht wahrzunehmen. Beide stimmen für Trump und ein sichtlich geschwächter Gary begrüßt schließlich, einen blutigen Stumpf ohne Hand in die Höhe reckend, lautstark alle Anwesenden in „Trumps Amerika“. Einen Tag nach der Wahl beginnt Kai unter Anleitung von Harrison mit dem Fitnesstraining. Harrisons Boss Vinny unterbricht die Einheit, als er zum wiederholten Male seinen Mitarbeiter dazu nötigt, die Herrenduschen von Sperma zu reinigen. Kai, der bereits damit begonnen hat, den offensichtlich willensschwachen Harrison mental zu bearbeiten, protestiert, doch Harrison begibt sich gen Duschbereich. Dort wird er von einem Geräusch aufgeschreckt, kann jedoch niemanden entdecken, außer dem bis dato noch unbekannten Clownsymbol an der Eingangstür der Duschen. Zuhause angekommen überrascht ihn seine Frau mit der Nachricht, dass sie mit den Zahlungen für das Haus so stark in Verzug sind, dass die Bank droht, ihren Kredit aufzulösen. Im Studio klagt Harrison Kai sein Leid, zu allem Überfluss droht ihm Vinny auch noch mit der Kündigung, sollte er Kai nicht zum Ende seines Probetrainings zu einem festen Vertrag bringen können. Kai hat es mittlerweile geschafft, Harrison so weit zu motivieren, dass dieser bereit ist, ihm zu folgen und seine Stärke und Positivität in sich aufzunehmen. Wie zur Demonstration zerdrückt er Vinny, der kurz vor Schließung des Studios noch beim Bankdrücken ist, mit dessen Langhantel die Luftröhre und erschlägt ihn anschließend mit einer Kurzhantel. Kai ist begeistert und hilft seinem Schützling, indem er mittels eines Computervirus die Videoaufnahmen löscht und von Vinnys Handy eine Abwesenheitsnachricht an alle seine Kontakte schreibt. Meadow schnorrt sich von zwei finsteren Kerlen einen Joint und entdeckt, in ihrem neuen Zuhause in einem heruntergekommenen Motel angekommen, Kai und Harrison im Bad. Ihr Mann ist gerade dabei, die Leiche seines Chefs in der Badewanne zu zersägen. Auf die Frage hin, wer der Mann mit den blauen Haaren sei, antwortet Harrison „jemand, an den man glauben kann“. Ungefähr einen Monat später berichtet Beverly Hope von einer Müllkippe, auf der ein kopfloser, muskulöser Männerleichnam gefunden wurde, während ihre Konkurrentin Serena Belinda sich den angenehmeren Seiten der Berichterstattung widmet. Kai findet mithilfe eines Internetvideos heraus, dass Beverly gerade erst zum Sender zurückgekehrt ist, nachdem sie für geraume Zeit freiwillig an Therapien in einer psychiatrischen Klinik teilgenommen hatte. Hintergrund dafür war die Attacke auf einen Jungen, der wie viele andere zuvor mit dem Trump-Spruch „grab her by the pussy“ (dt. „pack' sie an der Vagina“) ihre Berichte gestört hatte. Bob Thompson, der Chef des Senders, will gerade mit seiner Mitarbeiterin Serena anbandeln, als Beverly das Büro stürmt und sich über die Bevorzugung ihrer Kollegin beschwert. Thompson gibt ihr unmissverständlich zu verstehen, dass es in seiner Hand liege, ob sie stehe oder falle, nicht zuletzt wegen ihrer vergangenen Fehler. Aus Wut darüber zersticht sie die Reifen von Thompsons Wagen. Kai beobachtet sie dabei und lädt sie zu einem Kaffee ein. Auch sie versucht er mit motivierenden Worten auf seine Seite zu ziehen und schwört ihr, alles für diejenigen zu tun, die ihm folgen. Dies beweist er wenig später, als er als Teil einer dreiköpfigen Clownsbande (vermutlich an der Seite von Harrison und Meadow) Serena Belinda vor laufender Kamera während eines Berichts mitsamt ihrem Kameramann ersticht. Fortan steht nun auch die Reporterin unter Kais persönlichem Schutz. Wenig später berichtet sie vom Fund eines Männerkopfes, welcher als der von Vinny identifiziert wurde und wohl zum bereits geborgenen Körper gehört. Zeitsprung. Zurück am Tag vor der Wahl nimmt Ivy an einer Veranstaltung als Mitglied der Demokraten teil. Sie gerät in ein Wortgefecht mit Gary aus dem Lager der Republikaner, welcher ihr unflätig zwischen die Beine fassen will, jedoch von Winter gestoppt wird. Diese hilft der geschockten Ivy schließlich dabei, Gary nach Ladenschluss in dessen Supermarkt ausfindig und mithilfe eines Tasers unschädlich zu machen. Die beiden Frauen fesseln den Mann mit Handschellen an eine Säule in einem verlassenen Teil der Stadt und versichern ihm, nach 24 Stunden die Polizei zu rufen, jedoch könne er dann nicht mehr wählen gehen. Zuhause erzählt Winter von ihrem für sie fantastischen Erlebnis und natürlich erscheint Kai wenig später dem gefesselten Gary. Aufgeputscht durch den Chaos-Fanatiker greift sich jener schließlich eine von Kai mitgebrachte Säge, um sich durch Amputation seiner Hand der Fesseln zu entledigen. |           |                                                    |                                             |                      |                                       |                         |                            |                 |
| 78 | 5         | Löcher                                             | Holes                                       | 3. Okt. 2017         | 7. Dez. 2017                          | Maggie Kiley            | Crystal Liu                | 2,20 Mio.       |
| Zurück in der Gegenwart schaltet Bob Thompson genervt den Bildschirm ab, auf dem nacheinander Ausschnitte verschiedener Berichte von Beverly zu sehen sind. Er warnt sie, das Propagieren ihrer Fake-News einzustellen und feuert sie schließlich dafür. Dies kontert Beverly mit der Drohung, eine Pressekonferenz einzuberufen und pikante Details über Bob und sein Verhältnis mit der mittlerweile toten Serena bekannt zu geben. Anschließend trifft sie mit den anderen Mitgliedern des Kults in Kais Keller zusammen, wo die Bande Bobs Ermordung plant. Um die Bevölkerung noch mehr in Angst zu versetzen, soll dies ihre grausamste und brutalste Tat werden, man plant auch das Verwenden satanischer Symbolik und Phrasen wie „Ave Satanas“; dem stimmt auch das neueste Mitglied, Ivy, zu. Nachdem Ally einem weiteren Anfall erlag, bei dem sie sich den Hals wund kratzte, um dort auftauchende imaginäre Löcher zum Bluten zu bringen, klagt sie ihrem Therapeuten ihr Leid. All ihr Geld stecke im Restaurant und sie leide sehr unter der Trennung von Oz. In einer Rückblende erzählt sie von einem der vielen Vorfälle, in welchem sich Ivy sehr gefühlskalt gegenüber ihrer Frau verhielt. Dies äußert sich auch in einem der wenigen Aufeinandertreffen zwischen Mutter und Sohn im Restaurant, seit Ivy mit Oz in ein Motel gezogen ist. Jener scheint sich allmählich emotional von Ally zu entfernen. Ferner erfährt man, dass das belastende Sexvideo Teil eines Plans der Gruppe war, damit Ivy sowohl Ally verlassen als ihr auch legal den Sohn entziehen konnte. Ivy offenbart Winter, dass für sie nur ihr Kind zähle und dass sie hasse, was aus ihrem Land geworden ist und dass Leute wie Ally dies zuließen. Der Kult trifft auf einem Parkplatz zusammen und begibt sich schließlich, kostümiert und maskiert, in Bob Thompsons Haus. Kai verletzt ihn mit einer Eisenstange und legt ihm Fesseln und einen Knebel an. Auf dem Dachboden erblickt die Gruppe einen Unbekannten, der eine blick- und geräuschhemmende Leder-Fetisch-Maske trägt und an einer Reihe spitzer Haken von der Decke hängt. Kai sticht ihm mit einem Messer ins Herz, woraufhin sich einige der Haken lösen und der Mann zu Boden stürzt. Ivy rennt auf die Toilette und muss sich übergeben, Winter kümmert sich um sie. Schließlich wird Bob auf den Dachboden geschleift, wo ihm einige Kultmitglieder nacheinander mit dem Messer in den Oberkörper stechen. Beverly erlöst den Gepeinigten voller Genugtuung mit einem Beilhieb in den Schädel. Nach der Tat kommt die Gruppe in Ivys Restaurant zusammen, wo Kai Beverly sein Lob ausspricht. Beide rekapitulieren den Überfall auf das Paar, das in den Särgen zu Tode kam, bei welchem sowohl Meadow als auch Beverlys Kameramann RJ deutliche Zweifel äußerten. Letzterer hatte auch beim Mord an Thompson durch Zurückhaltung Kai zufolge seine Illoyalität unter Beweis gestellt. Beverly und Kai planen daher, sich der Schwachstellen anzunehmen. Wenig später beobachtet Ally mittels eines Fernglases von Oz' Zimmer aus das Haus der Wiltons. Harrison schleift einen länglichen, offenbar recht schweren Sack ins Haus. Detective Samuels kommt ins Bild und die beiden küssen sich. Ally will der Sache auf den Grund gehen und erblickt im Garten ein ausgehobenes Grab. In diesem regt sich plötzlich Meadow und fleht um Hilfe. Von Panik gepackt, flieht Ally zurück in ihr Haus und versucht, einen Notruf abzusetzen, kommt jedoch nicht durch. Auch Ivy will nichts von ihrer Frau wissen und verweist sie an die Polizei. Meadow stört das Telefongespräch, als sie am Fenster auftaucht und angsterfüllt erneut um Hilfe bittet. Bevor sie zurück zum Haus geschleift wird, klärt sie Ally noch über den Kult auf, dem unter anderen auch Ivy angehört. Kai appelliert im Haus der Wiltons an die Stärke und die Rücksichtslosigkeit seiner Gefolgsleute und begibt sich mit ihnen in die Garage, wo RJ gefesselt und geknebelt auf einem Stuhl sitzt. Er holt eine Nagelpistole hervor, mit welcher er ein Exempel am Kameramann statuieren will. Ivy geht das zu weit und nachdem sie vor die Wahl gestellt wird, für oder gegen den Kult zu sein, ist es an ihr, den ersten Nagel in RJs Kopf zu treiben. Laut Kai liege der Weltrekord bei dreizehn Nägeln, bevor das Opfer schließlich verstarb. Nach und nach schießt ein jeder einen Nagel in das Opfer, Kai beendet die Tat schließlich mit einem Nagelschuss in die Medulla oblongata. Anschließend fordert Beverly bei einem pinky swear von Kai, zu erfahren, wer dieser wirklich sei. Kai erzählt auf die Frage nach seinen Eltern hin von deren Tod vor drei Jahren. Sein Vater, ein ehemaliger Anwalt, war seit einem Unfall auf einen Rollstuhl angewiesen und hatte sich damit einhergehend zum Tyrannen entwickelt, der seine Familie terrorisierte. Eines Tages schreckte Kai durch das Geräusch zweier Pistolenschüsse auf und rannte in das Schlafzimmer seiner Eltern, wo er seinen im Sterben liegenden Vater vorfand. Die Mörderin, seine Mutter, richtete sich anschließend selber per Kopfschuss. Aus Verzweiflung darüber rief Kai seinen älteren Bruder an, welcher sich als Dr. Rudy Vincent entpuppt. Dieser verbrachte die Eltern in ihr Ehebett, wo sie seitdem verrotten und ab und an von Kai und seiner Schwester Winter „besucht“ werden. |           |                                                    |                                             |                      |                                       |                         |                            |                 |
| 79 | 6         | Wahlkampf im Mittleren Westen                      | Mid-Western Assassin                        | 10. Okt. 2017        | 14. Dez. 2017                         | Bradley Buecker         | Todd Kubrak                | 2,15 Mio.       |
| Auf Kais Wahlveranstaltung für seine Kandidatur zum Stadtrat schießt ein Unbekannter mehrere Menschen nieder. Man sieht Ivy und Harrison, die sich retten können, bevor Spezialkräfte der Polizei den Schützen, der vor der Bühne steht, auf der auch der blutende Kai liegt, stellen können. Es ist Ally, die sich widerstandslos ergibt. Zeitsprung. Erneut bekommt man die Szene zu sehen, in der Meadow Ally am Fenster um Hilfe bittet und dann zurück zum Haus geschleift wird. Nach einem Anruf durch Dr. Vincent, den Ivy verständigt hatte, begibt sich Ally erneut zum Nachbarshaus, bewaffnet mit einem Messer und Pfefferspray. Drinnen haben Samuels und Harrison gerade Sex und bemerken nicht, wie Ally die Schlüssel aus Samuels' Hose entwendet und die in der Garage an einen Stuhl gefesselte Meadow von ihren Handschellen befreit. Weder Jack noch Harrison können anschließend die beiden Frauen an ihrer Flucht hindern, Ally fährt ins Restaurant. Dort klärt Meadow sie über die diversen „Projekte“ des Kults auf. Ivy hatte mit einer deaktivierten Alarmanlage und einer entriegelten Hintertür dafür gesorgt, dass Meadow unbemerkt eindringen und kurz vor Eintreffen der Familie das Meerschweinchen in der Mikrowelle platzieren konnte. Nur einer von vielen Vorfällen, welcher Ally an den Rande des Wahnsinns treiben sollte, um es Ivy leichter zu machen, das alleinige Sorgerecht für Oz zu erlangen. Ebenso waren die Chemikalienlaster, welche laut Meadow nichts als Wasser enthielten, Teils des großen Plans, wie auch die Vögel, welche vorher vergiftet und dann in verschiedenen Vorgärten platziert worden waren. Im Fernsehen berichtet Beverly Hope von einer Ansprache des Stadtratskandidaten Kai Anderson. Daraufhin erzählt Meadow, die wie alle anderen nicht dem Kult beitrat, sondern von Kai auserwählt wurde, wie dieser ihr wahre Liebe näher brachte. Durch ganz spezielles Lob und mehrere persönliche Gespräche, in denen Kai ihr ihre Einzigartigkeit und Besonderheit suggerierte, entwickelte Meadow diese ganz speziellen Gefühle. Diese Entwicklung wurde jedoch dadurch gestört, dass sie Kai dabei belauschte, wie Kai genau dieselbe Ansprache an Ivy richtete. Als Ergebnis daraus wollte sie sich absetzen, wurde jedoch von ihrem Mann, Kai und Samuels gestoppt, auf ihrem Bett gefesselt und anschließend in das bereits bekannte Grab geworfen. Bei der Veranstaltung, die im TV zu sehen war, wird Kais Ansprache durch eine gewisse Sally Keffler unterbrochen. Diese outet sich als Kennerin wahrer Konservativer und bezeichnet Kai als reaktionären Panikmacher und Pseudo-Konservativen. Weiter will sie durchsetzen, in letzter Minute als dritte Kandidatin für die Wahl aufgestellt zu werden. Zeitsprung. Am Tag nach der Wahl sieht man Winter und Ivy über den Vorfall mit Gary streiten, anschließend lernt Ivy Kai kennen. Auch sie wird gebeten, ihm bei einer Runde pinky swear zu erzählen, vor was sie sich fürchtet. Nach kurzem Zögern erwidert Ivy, dass sie Angst vor dem Gedanken hat, neben ihrer Frau im Bett zu liegen. Sie gesteht ihm, sie zu hassen, bereits seit dem Tag, an dem Ally Oz gebar. Ivy hatte weder die Beziehung zu ihrem Sohn durch die Schmerzen der Geburt noch durch das Stillen. Auch ihre zahlreichen Phobien und die Wahl für Jill Stein anstatt Hillary Clinton bringen Ivy zur Weißglut. In Kais Hirnwindungen reift bereits ein Plan an, wie es zu bewerkstelligen wäre, dass kein Gericht der Welt Ally mehr das Sorgerecht für ihren Sohn zusprechen könnte. Zeitsprung. Ally begibt sich mit Meadow zu Dr. Vincent und bittet ihn, da sie etwas zu erledigen hat, mit Meadow zu sprechen und auf sie aufzupassen. Ally besucht Sally Keffler und erzählt ihr alles, was sie bisher über den Kult weiß. Sally glaubt ihr und vergleicht Kai mit Kultführern wie Charles Manson, Jim Jones oder David Koresh. Plötzlich stürmt die Clownsbande das Haus. Ally kann ins Bad fliehen, ohne gesehen zu werden und Kai nimmt sich Sally an. Bevor er ihr einen Schuss ins Herz verpasst, verfasst er noch von ihrem Account aus einen Abschiedsbrief auf Facebook. Bevor die Gruppe das Haus wieder verlässt, steht auf einmal die maskierte Ivy im Bad und Ally flüstert ihren Namen, jedoch geht Ivy ohne ein Wort wieder aus dem Raum. Zurück bei Dr. Vincent ist Meadow verschwunden, der Therapeut ließ sie, wie er meint, als freien Menschen gehen. Zusätzlich empfiehlt er Ally die freiwillige Einweisung in eine Therapieeinrichtung. Zurück in der Gegenwart sieht man erneut Ally auf Kais Wahlveranstaltung. Jedoch ist es schließlich Meadow, die in Wahrheit eine Pistole zieht und Amok läuft. Als Ally die Schützin erreichen kann und ihr die Waffe abnehmen will, schießt sich Meadow mit den Worten „Das ist das Gesicht wahrer Liebe“ in den Rachen. Zeitsprung. Die auf dem Bett gefesselte Meadow blieb vor ihrer „Entsorgung“ im Grab allein mit Kai. Während die beiden Sex haben, spannt Kai sie für den Amoklauf ein, bei dem er verletzt werden soll, um anschließend als Märtyrer wieder „aufzuerstehen“. Zurück in der Gegenwart nimmt die Spezialeinheit Ally fest. Der auf einer Trage liegende Kai kann sich angesichts des gelungenen Plans ein Lächeln nicht verkneifen. |           |                                                    |                                             |                      |                                       |                         |                            |                 |
| 80 | 7         | Valerie Solanas starb für deine Sünden, Drecksack! | Valerie Solanas Died for Your Sins: Scumbag | 17. Okt. 2017        | 21. Dez. 2017                         | Rachel Goldberg         | Crystal Liu                | 2,07 Mio.       |
| Zeitsprung. Im Jahr 1968 sieht man die Autorin Valerie Solanas, die mit einem unbekannten Mann gegen Geld Sex hat. Zeitsprung. Valerie begibt sich in die Factory, ein Atelier des Künstlers Andy Warhol und verlangt, dass dieser endlich ihr Theaterstück veröffentlicht. Warhol gesteht ihr, das einzige Manuskript verloren zu haben und meint, Frauen könnten eh nie Künstler sein. Daraufhin rastet Valerie aus und wird hinausgeworfen. Zeitsprung. Mit dem durch Prostitution erlangten Geld besorgt sie sich Munition für ihre Pistole und besucht Warhol am nächsten Tag erneut. Aus Rache für den Verrat schießt sie ihm einmal in den Bauch und zieht von dannen, Warhol überlebt das Attentat. Zeitsprung. In der Gegenwart berichtet Beverly Hope über Meadows Amoklauf, Allys Schicksal und den Wahlsieg des bereits wieder fitten Kai. Auf dem Weg zu ihrem Auto begegnet ihr eine mysteriöse Frau in einer grünen Robe namens Bebe Babbitt, welche sich für später mit ihr in einem Motelzimmer verabredet. Beverly will Kai in dessen Haus besuchen, wird jedoch von finster dreinblickenden Männern in blauen Hemden und Springerstiefeln zurückgehalten, bevor Kai sie schließlich herein holt. Er erklärt, die Männer, die sich im ganzen Haus befinden, wären Freiwillige aus dem ganzen Land. Beverly ist nicht gerade erpicht über die nach Kais Verwundung und Wahlsieg sich langsam verändernden, ursprünglich ausgeglichenen Machtverhältnisse innerhalb des Kultes. Als das Gespräch auf Meadow fällt, weiht Kai sie nicht in den Plan hinter dem Amoklauf ein und Harrison legt ihr nahe, lieber zu gehen, so dass die Männer allein sein könnten. Nach dem Besuch bei Bebe nimmt Beverly diese mit in Ivys Restaurant, wo die auch schon mit Winter wartet. Bebe stellt sich als ehemalige Weggefährtin von Valerie Solanas vor und beginnt, deren Geschichte zu erzählen. Zeitsprung. Im Jahr 1967 will besagte Valerie im Kreise einiger ausgestoßener oder gedemütigter Frauen Weltbewegendes starten – auf Basis ihres sogenannten SCUM-Manifests (scum engl. für Abschaum) möchte sie sich an der patriarchalischen Gesellschaft rächen und alle Männer töten. Wie sie sagt, werden im Kreis auch Männer wie Homosexuelle oder Masochisten wie Bruce und Maurice geduldet. Im Jahr 1968 beginnt die Gruppe um Bebe, die mittlerweile Valeries Geliebte ist, ihren ersten Mord zu verüben, nachdem der Schuss auf Andy Warhol das vereinbarte Zeichen zum Start dessen darstellte; es trifft ein Paar, wobei die Frau als Partnerin des Mannes in ihren Augen ebenfalls als Abschaum gilt. Valerie dirigiert ihre Gefolgsleute währenddessen aus einer geschlossenen Anstalt heraus zu immer neuen Taten. Von Beginn an hatte die Gruppe jedoch ohne Valeries Wissen darüber die Legende des Zodiac-Killers ins Leben gerufen, um laut Bebe von sich als Mörderinnen abzulenken. Dies untermauern sie zum Beispiel durch das Hinterlassen des vom real existierenden Killers ebenfalls verwendeten Tierkreissymbols an den Tatorten. Ebenso gleicht der erste Mord dem des echten Zodiacs. Als Valerie wieder frei ist, will sie zuerst Maurice töten, in dessen Bett sie Aufzeichnungen gefunden hatte, welche den in den Zeitungen abgebildeten Symbolen des Killers ähneln. Doch schließlich trifft es Bruce, der sich darüber freut, den Valerie brutal ersticht. Wenig später wird seine zerstückelte Leiche in Form eines Kreuzes gefunden, seine abgeschnittenen Hoden im Mund. Valerie will endlich ihren lang verwährten Ruhm erlangen und stellt sich bei der Polizei von San Francisco als der Zodiac-Killer vor. Dort glaubt ihr niemand, woraufhin sie allmählich immer mehr den Verstand verliert. Als sie schließlich von all ihren Helferinnen verlassen wird, erscheint der mittlerweile völlig verwahrlosten Frau eines Nachts in ihrem Wahn Andy Warhol, der sie selbst als Fata Morgana noch zu verspotten scheint. Bei dem Versuch, diesen zu attackieren, stürzt sie mit dem Kopf voran an die Ecke eines Tischchens und stirbt. Zeitsprung. Beflügelt von der Geschichte Valeries beschließen die Frauen des Kults zu handeln. Winter sichert zuhause Kai auf dessen Nachfrage hin ihre Unterstützung zu, wirkt jedoch verunsichert, als ihr Kai ein Exemplar des SCUM-Manifests zeigt, welches er in ihrem Zimmer gefunden hat. Er erklärt, es hätte ihn beim Lesen inspiriert, möglicherweise Ähnliches unter dem Motto MLWB (men lead, women bleed, engl. für Männer führen, Frauen bluten) zu vollbringen, welches ihm Harrison vorgeschlagen hatte. Jener Harrison wird unter einem falschen Vorwand in Ivys Restaurant gelockt, dort auf einem Tisch festgeschnallt und schließlich von Ivy mit einer Elektrosäge abgeschlachtet. Im Wissen, dass Kai zusieht, trägt Beverly wenig später in süffisanter Art und Weise ihren Bericht vom Fund von Harrisons zerstückelter Leiche vor. Kai, der den Bericht sieht, schaltet ab und dreht sich zu Bebe um, die ihm zustimmt, als er sagt „Wenn sie wütend sind, funktionieren sie am besten“. |           |                                                    |                                             |                      |                                       |                         |                            |                 |
| 81 | 8         | Winter unseres Missvergnügens                      | Winter of Our Discontent                    | 24. Okt. 2017        | 28. Dez. 2017                         | Barbara Brown           | Joshua Green               | 2,06 Mio.       |
| Dr. Vincent besucht seinen Bruder Kai und beglückwünscht ihn zu seinen Erfolgen. Im Verlaufe des Gesprächs klärt Kai die Fronten mit seinem großen Bruder, indem er ihn während einer Umarmung darauf hinweist, ihn ab jetzt mit „Herr Stadtrat“ anzusprechen. In Ivys Restaurant wird auf Kais Anordnung hin dessen neue Leibgarde verköstigt, die Männer mokieren sich jedoch über das Essen und beleidigen Ivy. In der Küche sind sowohl Winter als auch Beverly gezwungen zu kochen, was besonders der Reporterin sauer aufstößt. Sie kritisiert, dass ihr Plan mit der Ermordung Harrisons ins Rollen geriet, sie sich jedoch nun schon wieder von einem Mann herumkommandieren ließen. Kai bringt in einer Stadtratssitzung auch den letzten Abgeordneten mit der indirekten Drohung, dessen Kindern auf dem Schulweg etwas zustoßen zu lassen, dazu, für einen Einsatz seiner Leibgarde als eine Art Bürgerwehr zu stimmen. In der Küche erzählt Winter eine Geschichte aus dem November 2015, um den anderen Frauen ihren Bruder näher zu bringen. Zeitsprung. Das Geschwisterpaar vertreibt sich wieder einmal den Abend mit dem Trollen sogenannter „Social Justice Warriors“ im Internet, als sie ein mysteriöser Fremder in sein „Judgment House“ (dt. „Haus der Abrechnung“) einlädt. In dem alten Farmhaus empfängt ein Mann, der sich nur „Pastor Charles“ nennt, die beiden. In einer Art Spukhaus erleben die beiden nun live das, was sie online anderen androhen. Der religiöse Fanatiker hat in mehreren Räumen Fremde gefesselt und quält sie. Im ersten Raum ist eine Frau auf einer Art Gynäkologenstuhl festgeschnallt und redet davon, dass sie ihr Baby getötet hätte und nun an den Blutungen sterben würde. Mit einem Elektroschock durch ein Halsband bringt der Pastor sie zum Schweigen. Im nächsten Raum ist ein Mann auf einem Bett festgeschnallt, der mit schwacher Stimme erzählt, dass er mithilfe mehrerer Schläuche die verschiedensten Drogen verabreicht bekomme. Im letzten Raum ist ein Mann an einen Stuhl gefesselt, der ihn per Knopfdruck mit scharfen Klingen zu durchbohren droht. Doch Winter und Kai schaffen es, alle zu befreien, den Pastor niederzuschlagen und ihn letztendlich für die Folterung Unschuldiger (eine Frau mit Blasenentzündung, einen Drogensüchtigen auf Entzug und einen freiwilligen Helfer in einer AIDS-Klinik, welche er allesamt entführt hatte) mithilfe des Klingenstuhls zu töten. Zeitsprung. Beverly als auch Ivy willigen ein, es mit Winters Methoden zu versuchen, Kai unter Kontrolle zu bekommen. Dieser bricht bei einer Runde pinky swear mit seiner Schwester in Tränen aus und gesteht ihr, sie so sehr zu lieben, dass er mit ihr den nächsten Messias zeugen wolle. Dr. Vincent versucht, die aufgebrachte Ally, welche nach drei Wochen aus einer psychiatrischen Klinik zurückgekehrt ist, zu besänftigen und gesteht ihr anhand eines Fotos, Kais und Winters Bruder zu sein. Die Vorwürfe, die ganze Zeit mit Kai zusammengearbeitet zu haben, versucht er dadurch zu entkräften, indem er diesen beschuldigt, Allys Patientenakte gestohlen zu haben. Ferner verspricht er, alles in seiner Macht Stehende zu tun, um Kai hinter Gitter zu bringen. Um sich nicht des Vergehens des Inzest schuldig zu machen, möchte Kai, dass Samuels seine Schwester schwängert und während des Akts auch mit ihm Analsex haben. Unter Tränen bricht Winter schließlich die versuchte Vergewaltigung ab. Ally, die ihren Sohn Oz sehr vermisst, empfängt Stadtrat Kai in ihrer Küche und serviert ihm ein Hackfleischsandwich. Im Austausch gegen ihren Sohn erzählt Ally dem Stadtrat von den Plänen seines Bruders. Winter, mit einer Narrenkappe und einer Sträflingsuniform bekleidet, muss zur Strafe Müll auf den Straßen verteilen, weil „Kai nicht an die Erderwärmung glaubt“. Detective Samuels holt sie ab und erzählt ihr die Geschichte, dass Kai ursprünglich einmal seine „Schlampe“ war. Zeitsprung. Beim Dealen mit gefälschten Rezepten, die er aus der Praxis seines Bruders geklaut hatte, erwischt Samuels Kai in einem Hinterhof und erpresst ihn fortan um Geld. Als Kai eines Nachts Samuels' Haus betritt, um ihm sein Geld zu bringen, entdeckt er eine Reihe Nazi-Devotionalien im Flur. Eine Frau, mit der Samuels gerade Sex hatte, flieht panisch aus dem Haus. Kai nimmt sich Samuels an und erklärt ihm, dass ihm all die Frauen die Kräfte rauben würden und er nur durch einen Mann stärker werden könne. Anschließend haben die beiden harten Sex. Zeitsprung. Winter verlacht Samuels als „Schwuchtel“, woraufhin dieser ihr seine Männlichkeit beweisen möchte, indem er sie vergewaltigt. Im Gerangel gelangt Winter an Samuels' Dienstwaffe und tötet ihn schließlich per Kopfschuss. Im Keller von Kais Haus versammelt sich dieser mit seiner Leibgarde und den verbliebenen Mitgliedern des Kults. Gefesselt und geknebelt werden dann die zwei „Verräter“ Vincent Anderson und Beverly Hope die Treppe hinuntergeführt. Bei einer Runde pinky swear schneidet Kai seinem Bruder den kleinen Finger ab und sticht ihm schließlich in die Kehle, woraufhin Vincent qualvoll verblutet. Für Beverly befindet er den Tod als zu gnädig und verlangt von seinen Schergen, sie in „die Isolationskammer“ zu bringen. Als sich anschließend alle Mitglieder die Masken vom Kopf nehmen, offenbart Kai die Identität des neuesten Mitglieds. Ally. |           |                                                    |                                             |                      |                                       |                         |                            |                 |
| 82 | 9         | Trinkt das Kool-Aid                                | Drink the Kool-Aid                          | 31. Okt. 2017        | 4. Jan. 2018                          | Angela Bassett          | Adam Penn                  | 1,48 Mio.       |
| Kai erzählt seinen Gefolgsleuten die Geschichten der Heaven's Gate-Sekte um Marshall Applewhite, der Gemeinschaft Branch Davidians um David Koresh und der Gruppe Peoples Temple um Jim Jones sowie deren grausamen Enden. Prinzipiell stimmen daraufhin auch alle zu, ihrem Anführer gegenüber so loyal zu sein wie die Sektenmitglieder und so notfalls sogar für ihn zu sterben. Auf einer Stadtratssitzung beschließt der Rat auf Kais Bestreben hin die Sperrung diverser Internetseiten für die Bürger der Stadt. Nebenbei kündigt Kai an, im nächsten Jahr für den Senat von Michigan zu kandidieren. Im Haus der Familie Mayfair-Richards versucht Ivy ihrer Frau zu erklären, was vor sich ging. Sie hätte sich vor allem wegen Allys Verfassung überfordert gefühlt und nach starker Führung gesehnt und es begrüßt, andere wichtige Entscheidungen treffen zu lassen. Oz kehrt nach Hause zurück und gibt zu, Ally ebenso vermisst zu haben. Winter, die den Jungen nach Hause brachte, versucht sich bei Ally für all die Fehler zu entschuldigen und die drei Frauen einigen sich letztendlich auf eine Flucht vor Kai und dem Kult. Die Pläne müssen jedoch erst einmal auf Eis gelegt werden, weil einige von Kais Leibwächtern sie dazu nötigen, mitsamt Oz an einem Treffen in Kais Haus teilzunehmen. Dort angekommen, schenkt Kai für jeden Anwesenden inklusive sich selbst Kool-Aid in Plastikbecher und spricht von „Opfern“, die sie alle bringen müssten und einem „revolutionären Akt“. Ein Leibwächter namens Pus Bucket soll den ersten Schluck nehmen, weigert sich jedoch und wird von Gary erschossen. Obwohl alle sich an den von Jim Jones initiierten Massensuizid durch mit Zyankali versetztem Saft erinnert fühlen, trinkt Beverly zuerst und der Rest folgt ihr. Nach einigen Schrecksekunden löst Kai die Situation auf und beweist einmal mehr seine Macht. Der Saft war pur serviert worden und alle bleiben am Leben. Wenig später wollen Ally und Ivy ihre Flucht vollziehen, müssen jedoch in Oz' Schule feststellen, dass dieser bereits abgeholt wurde. Dieser befindet sich natürlich in Kais Haus, wo jener fragt, ob Oz es nicht vermisse, einen Vater zu haben. Bei einer Runde pinky swear möchte Kai dem Jungen einen Becher „Unsterblichkeit“ verabreichen, doch Ally, die mitsamt ihrer Frau in den Keller stürmt, schlägt ihm den Becher in letzter Sekunde aus den Händen. Oz ist verwirrt und spricht davon, bei seinem „Daddy“ bleiben zu wollen. Dies bekräftigt Kai, indem er behauptet, Oz' Vater zu sein. Er hätte schon mehrere Jahre Samen an die Samenbank gespendet, aus der auch die beiden Frauen sich für die künstliche Befruchtung Allys bedient hatten, und alle seine Kinder im Blick, besonders den in seinen Augen besonderen Oz. Dieser möchte trotz des Protestes seiner Mütter bei seinem „Vater“ bleiben, zerknirscht ziehen die beiden von dannen. Dies bietet Ally nun die Gelegenheit, sich endlich an ihrer Frau für all den Schmerz zu rächen und ihren Sohn endlich für sich alleine zu haben. Sie vergiftet das Essen, von dem nur Ivy speist und diese erstickt schließlich qualvoll auf dem Küchenboden an ihrem eigenen Blut. Kai ergänzt die Geschichte der Peoples Temple-Sekte um ein paar eigene Details. Jesus wäre vom Himmel herabgestiegen, hätte Jim Jones wieder auferstehen lassen und dieser hätte mithilfe der durch Christus erlangten Kräfte auch seine Gefolgsleute wieder zum Leben erweckt. Oz ist der Einzige im Raum, der dies anzweifelt und mithilfe von Informationen auf seinem Handy seinen „Vater“ einen Lügner straft. Nachdem Kai Oz' Handy am Boden zerstampft, ordnet er für diesen eine „Auszeit“ an, welche der Junge unter Schreien und Bitten antreten muss. In der Samenbank erhält Ally mit einigem Nachdruck, unter anderem finanzieller Art, die Akte „ihres“ Spenders. Da diese jedoch einen völlig Unbekannten ausweist, bittet Ally die Schwester an der Rezeption darum, die Akte so zu modifizieren, dass auf Kai Anderson ausgeschrieben ist. Bei einem erneuten Hackfleischsandwich-Abendessen präsentiert Ally Kai die Akte und erklärt ihm schließlich stolz, dass sie zusammen den „Messias“ gezeugt hätten. Nachdem die beiden Ivys Leiche im Schlafzimmer von Kais Eltern deponiert haben, kann Ally im Wohnzimmer endlich wieder ihren Sohn in die Arme schließen. Kai schließt sich an und komplettiert die „Familie“, was Ally, ohne dass er es merkt, mit einem geschockten Blick geschehen lässt. |           |                                                    |                                             |                      |                                       |                         |                            |                 |
| 83 | 10        | Helter Skelter                                     | Charles (Manson) in Charge                  | 7. Nov. 2017         | 11. Jan. 2018                         | Bradley Buecker         | Ryan Murphy & Brad Falchuk | 1,82 Mio.       |
| Zeitsprung. Am Abend der finalen Debatte im Präsidentschaftsduell zwischen Donald Trump und Hillary Clinton im Fernsehen gerät Kai mit einer der beiden Freundinnen seiner Schwester Winter aneinander. Die Frau vertritt offenbar feministische Motive, was Kai überhaupt nicht schmeckt und ihn nach einer persönlichen Beleidigung schließlich dazu bringt, ihr eine Ohrfeige zu verpassen. Resultierend daraus muss er sich nach einer Anzeige in Therapie begeben, um seine Aggressionen zu überwinden. Seine Therapeutin ist die Frau, die sich später allen als Bebe Babbitt vorstellen wird. Man erfährt, wie sie es geschafft hat, den von Selbstzweifeln und mangelndem Selbstbewusstsein zerfressenen Kai aufzubauen und ihn als verlängerten Arm der Weiterführung ihrer damaligen Mission einzusetzen. Zeitsprung. Bei einer Wahlkampfveranstaltung im Freien greift eine Gruppe Demonstranten Kai und seine Gefolgsleute an, Kai wird von einer Ladung Pfefferspray getroffen. Zuhause geht mitten in der Nacht das Radio des Eiskremwagens, welcher für die „Einsätze“ des Kults diente, los und spielt die beliebte Melodie. Genervt zerstört Kai das Radio. Ally stellt im Zuge dessen gegenüber Winter klar, dass es nicht Kai war, der Ivy getötet hat, lässt jedoch offen, wer es war, gibt allerdings genügend Hinweise auf sich selbst. Im Fernsehen muss Kai mit ansehen, wie über sein Debakel berichtet wird und Senator Jackson ihn scharf vor der Kamera kritisiert. Kai und seine Truppe sind außer sich und wollen es dem Politiker zeigen. Zur Motivation erzählt er eine weitere Geschichte, diesmal von der sogenannten Manson Family um Oberhaupt Charles Manson, Charles Watson, Patricia Krenwinkel, Susan Atkins, Linda Kasabian und andere. Hauptsächlich bezieht er sich auf den Mord an Roman Polanskis damaliger Ehefrau Sharon Tate und dem Ehepaar LaBianca im August 1969. Der Clou hierbei war, dass Tate zu allem Überfluss auch noch schwanger war und neben ihrem Leben auch ihr Ungeborenes verlor. Der rasende Kai ruft nach Ende der Geschichte lautstark die „Nacht der tausend Tates“ aus. Vor einer Niederlassung der Organisation Planned Parenthood, welche Eltern bei der Familienplanung zur Seite steht, soll die Vorbereitung starten. Sichtlich aufgelöst, aber trotzdem glücklich, seinem Anführer dienen zu dürfen, wird Gary erstochen und mitsamt heraushängenden Organen vor der Tür des Gebäudes platziert. Am nächsten Tag findet ihn eine Krankenschwester genau so vor, neben ihm ein Schild mit der Aufschrift „stoppt das Schlachten“. Zusammen mit der vor Ort berichtenden Beverly Hope zeigt sich Kai erschüttert. Er verdächtigt indirekt Senator Jackson, einen eisernen Befürworter der Abtreibung, der mit dieser Tat ein Zeichen setzen wollte. Beverly trifft sich anschließend mit Winter in Allys Restaurant, wo diese der Reporterin ein Zugticket überreicht, damit sie fliehen kann. Beverly sieht dies als Test und schwört Kai gegenüber Loyalität bis zum Ende. Dieser flüchtet sich aus Angst vor Wanzen in das Schlafzimmer seiner Eltern, wo ihm plötzlich die Leiche seines Bruders erscheint und sich über ihn lustig macht. Eine Erscheinung Charles Mansons taucht auf und „tötet“ Rudy. Ally platzt herein und präsentiert Kai eine Wanze, die sie gefunden hat. Doch dann stürmt Kai zur Tür, wo ihn Bebe konfrontiert. Im Keller richtet sie eine Waffe auf ihn, da sie nun gemerkt hat, dass Kai mitnichten ihren Plan für eine Rache am Patriarchat auszuführen gedenkt. Im letzten Moment rettet Ally ihren Anführer durch einen gezielten Schuss in Bebes Kopf. Während Winter dann das Haar ihres Bruders schneidet und ihn rasiert, führen die beiden ein sehr intimes Gespräch. Ohne Winters Wissen darum wird es ihr letztes sein. Denn Kai hat das Ticket gefunden und ein Aufnahmegerät in Winters Zimmer, welches die Gespräche der Wanze dokumentiert. Unter Tränen drängt er sie schließlich im Keller vor den Augen des gesamten Kults immer wieder zum Geständnis, doch bis zum Ende bleibt Winter dabei, unschuldig zu sein, und wird schließlich von Kai auf dem Boden erwürgt. Der Fußsoldat Speed Wagon fühlt sich nach dieser ergreifenden Szene nicht wohl und rennt nach draußen zu seinem Auto. Nachdem er das Mikro von seiner Brust gerissen und zerstört hat, gesellt sich Ally zu ihm, die alles genau beobachtet hat. |           |                                                    |                                             |                      |                                       |                         |                            |                 |
| 84 | 11        | Tag der Abrechnung                                 | Great Again                                 | 14. Nov. 2017        | 18. Jan. 2018                         | Jennifer Chambers Lynch | Tim Minear                 | 1,97 Mio.       |
| Im Jahr 2018 sitzt Kai im Staatsgefängnis von Michigan in Jackson ein. Als ihm die auf seiner Seite stehende Wärterin Officer Whitmore unter vier Augen ihre Brüste zeigen will, fordern ihn zwei auftauchende Mitgefangene auf, mit ihnen in den Duschbereich zu gehen. Dort verprügeln sie ihn wegen seiner Gang, die sich nicht um Nationalitäten oder Hautfarben schert und das Gleichgewicht des Gefängnisses stört, wo jeder seinen festen Platz hätte. Doch plötzlich ersticht einer der beiden den anderen und entpuppt sich als Verbündeter Kais. Dennoch muss auch er sterben, sein Anführer kann keine Zeugen gebrauchen. Der junge Trevor sucht wenig später den Schutz des „weisen Anführers“. Der weiß, dass Trevor betrunken ein Kind überfahren hat, gewährt ihm jedoch trotzdem einen Schutz durch seine „Armee“ auf Probe. Kai erzählt ihm, wie es dazu kam, dass er jetzt hier sitzt. Zeitsprung. Elf Monate zuvor steht man wieder da, wo Kai wegen der von Ally gefundenen Wanze durchdreht. Doch vor seinen Gefolgsleuten ist er stark und übt mit ihnen mithilfe von Melonen, wie man bei einer Schwangeren das Baby in deren Leib tötet; denn es soll nun wenigstens deren 100 geben in dieser Nacht. In der Küche ist die völlig zerstörte Beverly nach all den Ereignissen, besonders Kais Kool Aid-Streich, währenddessen schon so weit, Ally zu bitten, sie zu töten. Doch der aufgebrachte Kai in seiner Paranoia platzt dazwischen und Ally erzählt ihm unter vier Augen, dass sie sich um das Problem gekümmert hätte. Speed Wagon wäre derjenige gewesen, der die Wanze platziert hätte, weil er, wie er erzählt, von der Polizei mit Ecstasy-Pillen für einen Rave geschnappt worden war. Erst sollte er sich um den offensichtlich korrupten Detective Samuels kümmern, doch als die zuständigen Beamten von den Machenschaften des Kults erfuhren, spannten sie ihn weiter ein. Ally erstach ihn und schaffte das Problem so aus der Welt. Der geschockte Kai muss nun damit leben, seine unschuldige Schwester ermordet zu haben. Sie verlässt das Haus, während sich Kai wieder seinen Männern widmet und mit ihnen die Ausrüstung für ihre Mission überprüft und sie für die kommenden Taten motiviert. Draußen mobilisiert sie in Vans versteckte FBI-Beamte, die daraufhin das Haus mit Blendgranaten und Maschinenpistolen stürmen. Ergo ist auch Speed Wagon nicht der einzige Verräter gewesen. Alle von Kais Leibwächtern kommen im Kugelhagel zu Tode, einer auch durch eine Kugel von Beverly. Kai wird lebendig und unverletzt festgenommen und abgeführt, Ally lautstark mit dem Tod drohend. Zeitsprung. Ally hat das Restaurant wieder eröffnet und das Geschäft floriert. Plötzlich taucht Beverly auf und die beiden begeben sich an einen Tisch auf ein Glas Rotwein. Beverly, die nun Kellnerin in einer Bar ist, möchte nun über Allys Pläne Bescheid wissen. Ally, die nach ihrer Zerschlagung des patriarchalischen Kults zur feministischen Heldin geworden ist, nahm während ihrer Zeit in der Anstalt Kontakt mit dem FBI auf und stellte sich als Informantin zur Verfügung. Auch Ivy war neben ihrer Rache nur ein weiteres Opfer, um Kai endlich hinter Schloss und Riegel zu bringen und gleichzeitig ihren Sohn nur für sich zu haben. Zusammen mit ihrer neuen Lebensgefährtin Erica und Beverly feiert Ally dann Oz' Geburtstag, als plötzlich Kai anruft. Nachdem er erfährt, dass Ally zu allem Überfluss auch noch die Akte der Samenbank gefälscht hat, droht er ihr erneut mit dem Tod und schlägt wie wild auf das Telefon ein. Danach reagiert er sich beim Sex mit Officer Whitmore ab und sieht zu seinem Entsetzen im Fernsehen einen Wahlwerbespot über Allys Kandidatur für den Senat von Michigan. Um dies zu verhindern, schmiedet Kai nun einen Plan für einen Ausbruch. In der Wäscherei wartet er auf Whitmore, welche ihm eine Wärteruniform mitbringt, und Trevor. Dieser fleht ihn an, ihn mitzunehmen, wird jedoch von Kai mit mehreren Messerstichen getötet. Schließlich verstümmelt Kai Trevors Gesicht bis zur Unkenntlichkeit, damit man die Leiche für ihn selbst hält. Noch vor seinem Tod hatte sich Trevor auf Befehl seines Anführers dessen Tattoos stechen lassen, in dem Glauben, so endlich zur Gruppe gehören zu können. Gemeinsam mit Whitmore verlässt Kai getarnt unbehelligt die Strafanstalt. In einem Theater bereiten sich schließlich Ally und auch ihr Konkurrent, der amtierende Senator Jackson, auf ihr Fernsehduell vor. Unbemerkt von allen anderen übergibt einer der Sicherheitsleute einer Person, die sich wenig später als Whitmore entpuppt, eine Pistole. Die erhält Kai, der das Duell stört, Jackson niederschlägt und auf Ally richtet. Doch als er abdrücken will, passiert nichts. Whitmore, die, wie sich herausstellt, sich mit Ally getroffen hatte und von der manipulativen, falschen Art Kais überzeugt worden war, hatte die Pistole mit einem leeren Magazin geladen. Und ehe sich Kai versieht, tötet ihn Beverly vor laufender Kamera mit einem Kopfschuss. Zuhause bringt Ally, welche die Wahl gegen Jackson haushoch gewann, ihren Sohn ins Bett, da sie, wie sie meint, sich noch mit wichtigen Freunden treffen müsste, welche ihr helfen würden, die Welt zu verändern, damit beispielsweise Oz ein besserer Mann werden könnte als die Männer vor ihm. Mit einem Lächeln sieht man sie schließlich, wie sie sich mit einer Haube bekleidet, die schwer an die der Gruppe um Valerie Solanas erinnert und nahelegt, dass sie ihrerseits einen Kult gegründet hat. |           |                                                    |                                             |                      |                                       |                         |                            |                 |